# Anton Ažbe
 (mai 2020).
Si vous disposez d'ouvrages ou d'articles de référence ou si vous connaissez des sites web de qualité traitant du thème abordé ici, merci de compléter l'article en donnant les références utiles à sa vérifiabilité et en les liant à la section « Notes et références ».
Anton Ažbe (né le 30 mai 1862 à Dolenčice, alors en Autriche-Hongrie – mort le 5 ou 6 août 1905 à Munich) est un peintre austro-hongrois. À l’âge de 30 ans, il fonde une école de peinture à Munich. Il a formé les « quatre grands » de l’impressionnisme slovène (Rihard Jakopič, Ivan Grohar, Matej Sternen et Matija Jama). Il a également formé des peintres russes (Ivan Bilibine, Mstislav Doboujinsky, Igor Grabar, Vassily Kandinsky, Alexandre Mourachko qui en 1901 fit un stage dans son atelier) et d'autres pays, par example Tchèque Ludvík Kuba.

## Biographie
Les jumeaux Alois et Anton Ažbe sont naissent dans une famille de paysans du village carniolien de Dolenčice, près de Škofja Loka, dans l'empire d'Autriche (aujourd'hui en Slovénie). Leur père est emporté par une tuberculose à l'âge de 40 ans, alors que les garçons ont sept ans. La mère sombre dans une grave dépression (il existe des preuves peu fiables qu'elle s'est ensuite suicidée) et les garçons sont placés dans des familles d'accueil. À cette époque, il devient évident qu'Anton souffre de graves problèmes de santé congénitaux: sa croissance physique est lente, ses jambes faibles et sa colonne vertébrale déformée. Son tuteur légal l’envoie à Klagenfurt suivre l’apprentissage de commerce au lieu de faire de lui un ouvrier agricole comme prévu.
Après cinq ans de travail dans une épicerie, Ažbe s'enfuit de Klagenfurt à Ljubljana. À la fin des années 1870, il rencontre Janez Wolf, un peintre slovène associé au mouvement nazaréen qui s'occupa de nombreuses commandes de peintures murales d'églises. On sait peu de choses sur l'expérience d'Ažbe chez Wolf, à part le fait qu'en 1880, il assiste Wolf dans l'exécution des fresques de l'église Zagorje ob Savi et, en 1882, dans la décoration de la façade de l'église franciscaine de l'Annonciation de Ljubljana.
En 1882, Wolf aide Ažbe à entrer à l'académie des beaux-arts de Vienne. Mécontent de la formation viennoise qui lui semble obsolète et sans intérêt Ažbe obtient tout juste une note moyenne et quitte finalement l'établissement en 1884. Il s'inscrit à l'académie des beaux-arts de Munich où il fait une superbe impression sur ses professeurs Gabriel von Hackl et Ludwig von Löfftz et obtient une bourse d'études. Pour gagner sa vie, Ažbe fait équipe avec Ferdo Vesel pour vendre des œuvres de classe et des scènes kitsch ordinaires aux grossistes. La moitié de l'héritage artistique d'Ažbe remonte aux années de l'Académie de Munich; à la fin de cette période, il est reconnu comme portraitiste professionnel et expose régulièrement au Palais des glaces.
Wolf meurt dans une pauvreté affligeante en 1884; plus tard, Ažbe dira souvent que peu de temps avant la mort (rendu par Ažbe avec des détails effrayants), Wolf lui dicta son dernier testament - qu'il, Ažbe, devait former un successeur de l'art de Wolf, un Slovène qui surpasserait ses aînés par son génie. La formation gratuite devait durer au moins huit ans. À cette fin, a déclaré Ažbe, Wolf lui a confié le « secret » de son art. On ne sait pas combien ce « mythe de Wolf » est réel ; le grand peintre slovène n'est pas apparu et Ažbe s'est plaint que tous les étudiants slovènes, à part le fidèle Matej Sternen, quittaient l'école trop tôt, préférant une liberté absolue aux bénéfices de la formation professionnelle.
En 1892, Vesel et Rihard Jakopič offrent à Ažbe le travail informel d'examiner et de corriger les peintures des étudiants. Les sept clients ont loué une salle d’études et ont payé Ažbe pour la réparation de leurs devoirs. Deux mois plus tard, l'arrivée de nouveaux clients a permis à Ažbe de louer ses propres locaux. Après un bref séjour sur la Türkenstrasse, l’école Ažbe s’est installée au 16, Georgenstrasse à Schwabing (le bâtiment a été détruit par un raid aérien allié en juillet 1944). Plus tard, Ažbe loue un autre bâtiment pour les classes de l'école et emménage dans son atelier privé (également à Georgenstrasse).
L'école n'a jamais été à court d'étudiants, accueillant jusqu'à 80 élèves. Le nombre total d'anciens élèves d'Ažbe est d'environ 150. Certains, notamment Alexej von Jawlensky, Matej Sternen et Marianne von Werefkin, ont fréquenté l'école pendant près d'une décennie. Ažbe en est resté l'unique maitre, à l'exception d'une brève période en 1899-1900, lorsqu'il a engagé Igor Grabar comme assistant. Ses concurrents de longue date, l’Académie de Munich et l’Académie impériale des arts de Saint-Pétersbourg, ont reconnu l’école Ažbe et l’ont recommandé comme cours préparatoire.
En 1904, Ažbe, un fumeur de longue date, développa un cancer de la gorge et, au printemps 1905, il pouvait difficilement avaler de la nourriture. Matej Sternen note que la venue d'une mort imminente était perceptible pour son entourage. L'artiste a accepté de subir une opération qui s'est déroulée sans complications immédiates. Il meurt toutefois le 5 ou le 6 août 1905.

Sa mort est entourée de rumeurs et légendes mélodramatiques. L’écrivain Leonhard Frank, camarade d'études d'Ažbe en 1904 en donne l'aperçu dans Links, wo das Herz ist (1952): 
« Personne n’a jamais vu ses peintures. Personne ne savait s’il avait jamais peint. Personne ne connaissait son passé. La nuit de décembre, ivre de cognac, il s’endormit dans la neige. Il fut retrouvé mort le matin. Personne ne savait d’où il venait. »
.
L'école d'Anton Ažbe a survécu à son fondateur et a existé jusqu'au début de la Première Guerre mondiale.

## Galerie photographique

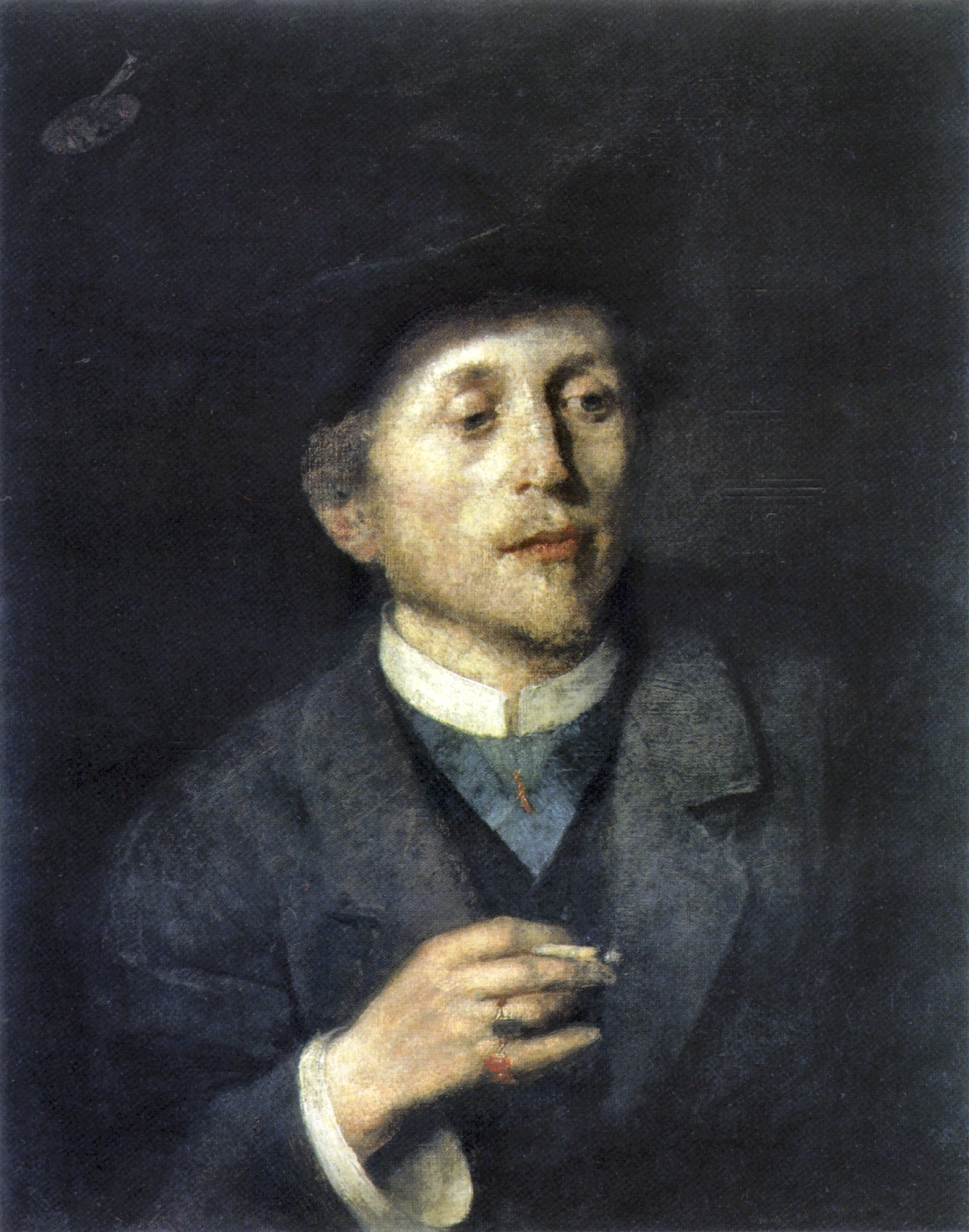
Autoportrait (1886)
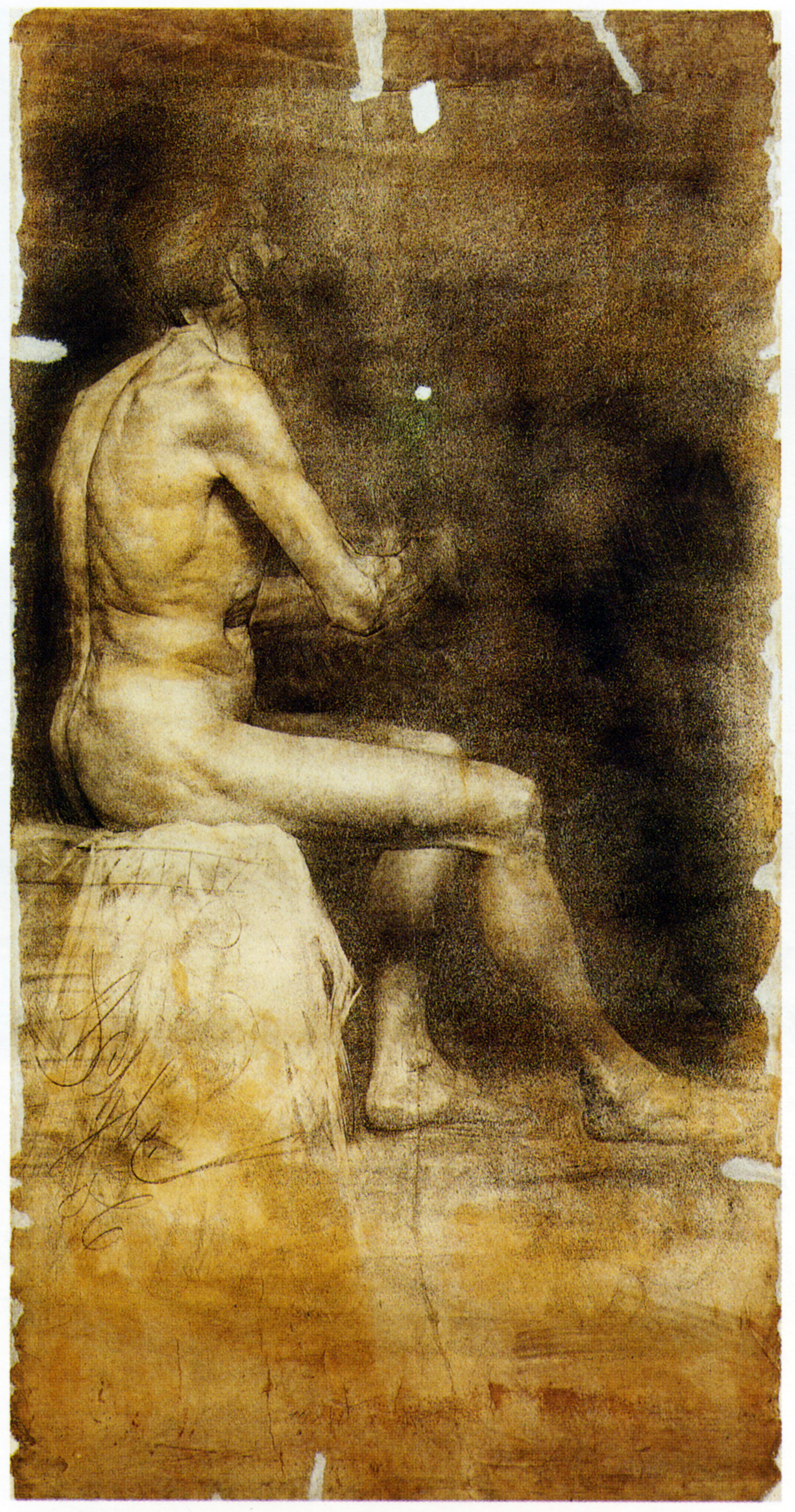
Homme nu assis de profil
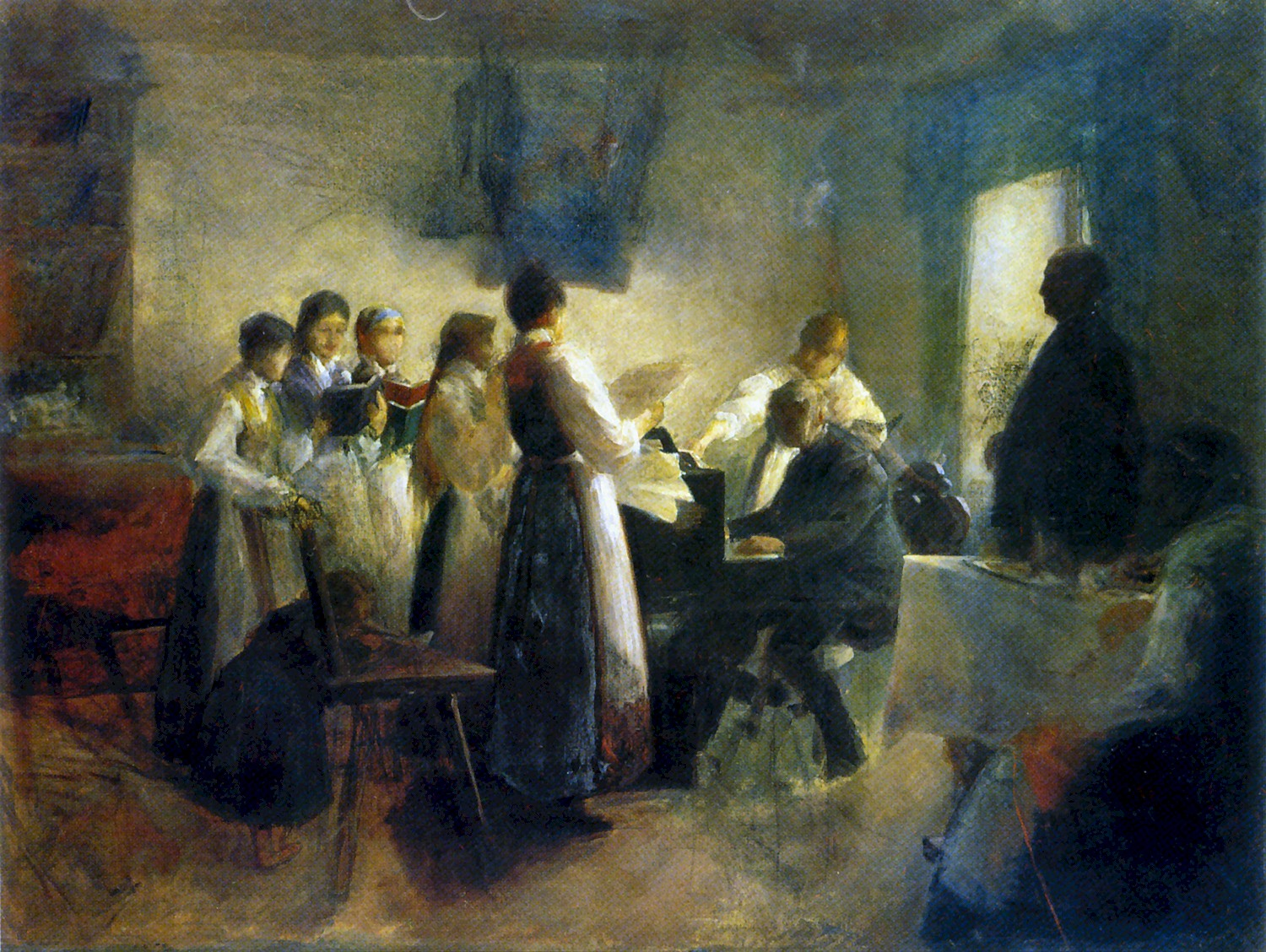
Le Chœur du village (c. 1900)
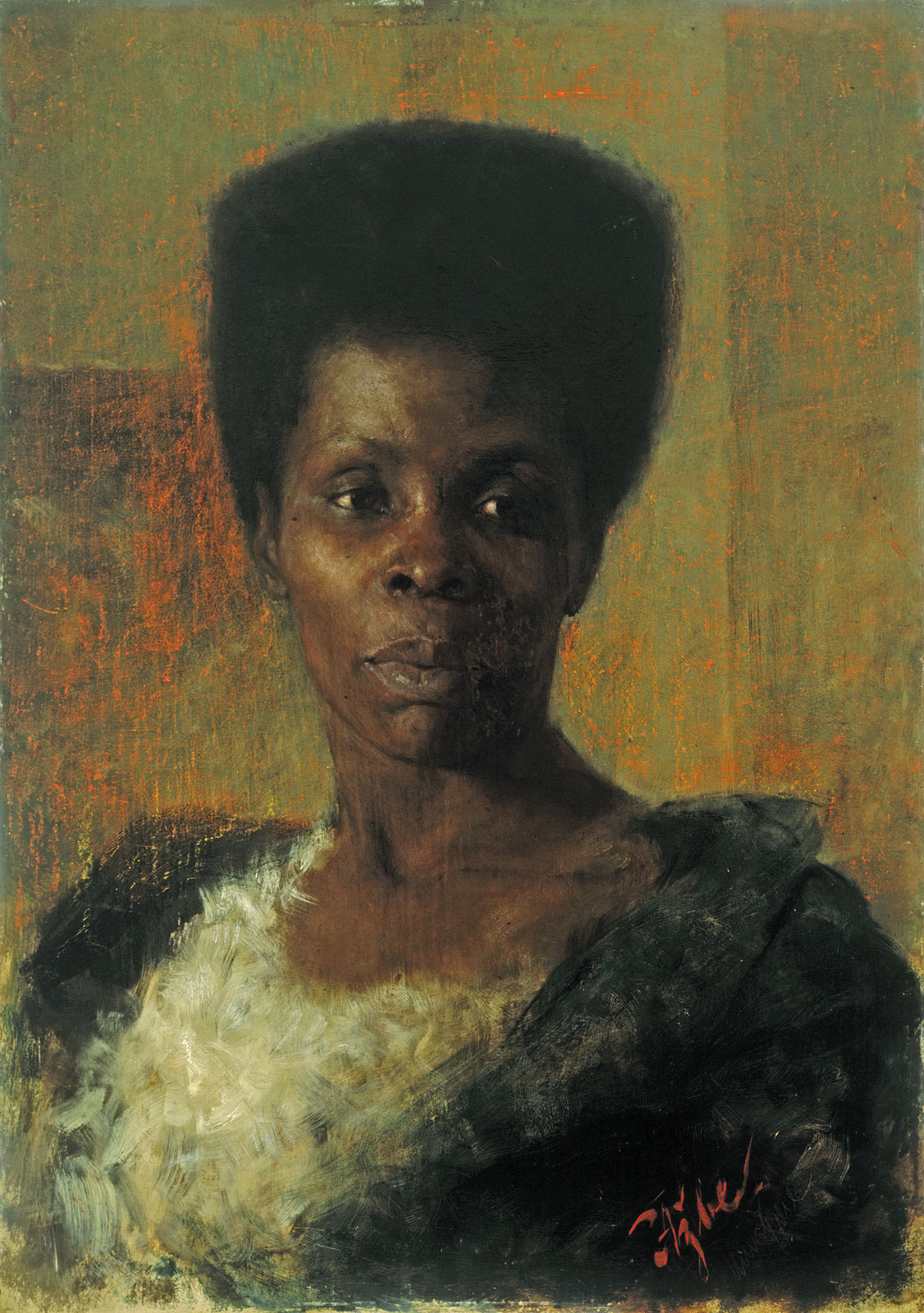
Zamorka
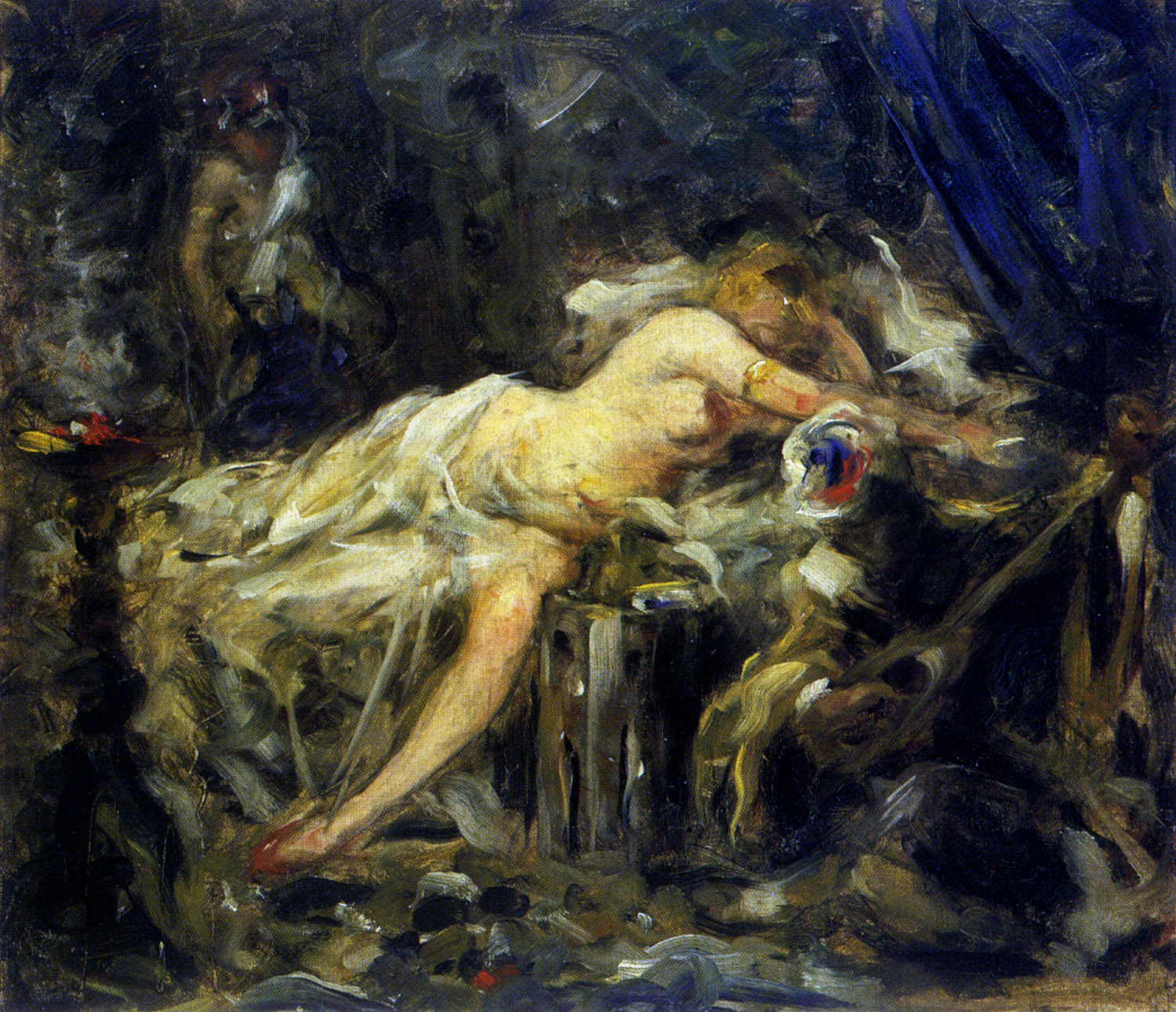
Le Harem (1903, la dernière œuvre connue d’Ažbe)
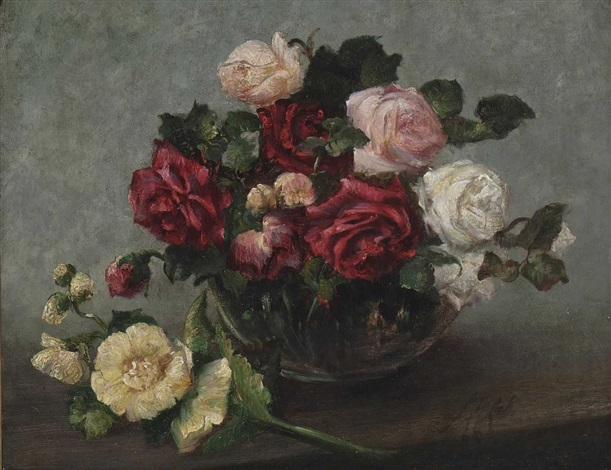
Nature morte avec des roses et des mauves